# Rémy de Gourmont
Rémy de Gourmont (Argentan, 4 de abril de 1858 - Paris, 27 de setembro de 1915) foi um poeta simbolista francês, romancista e influente crítico. Ele foi amplamente lido em sua época e exerceu importante influência sobre Blaise Cendrars e Georges Bataille. A grafia Rémy de Gourmont está incorreta, embora seja comum.

## Vida
Gourmont nasceu em Bazoches-au-Houlme, Orne, em uma família de editores originária de Cotentin. Era filho do conde Auguste-Marie de Gourmont e de sua condessa, Mathilde de Montfort. Em 1866 mudou-se para um solar perto de Villedieu, próximo ao La Manche. Estudou direito em Caen, obtendo o bacharelado em Direito em 1879; após concluir, foi para Paris.
Em 1881, Gourmont foi empregado pela Bibliothèque nationale. Passou a escrever para periódicos de circulação geral, como Le Monde e Le Contemporain. Interessou-se pela literatura antiga, seguindo os passos de Gustave Kahn. Nessa época, também conheceu Berthe Courrière, modelo e herdeira do escultor Auguste Clésinger, com quem formou um vínculo para toda a vida, morando juntos até o fim.
Gourmont também firmou aliança literária com Joris-Karl Huysmans, a quem dedicou sua obra em prosa Le Latin mystique (Latim místico). Em 1889, tornou-se um dos fundadores do Mercure de France, que se tornou um ponto de encontro do movimento simbolista. Entre 1893 e 1894, foi coeditor, ao lado de Alfred Jarry, de L'Ymagier, revista dedicada a xilogravuras simbolistas. Em 1891, publicou um panfleto chamado Le Joujou Patriotisme (Patriotismo, um brinquedo), em que argumentava que França e Alemanha compartilhavam uma cultura estética e defendia a reconciliação entre os dois países, em oposição aos desejos de nacionalistas do governo francês. Este ensaio político levou-o a perder seu emprego na Bibliothèque Nationale, apesar das crônicas de Octave Mirbeau.

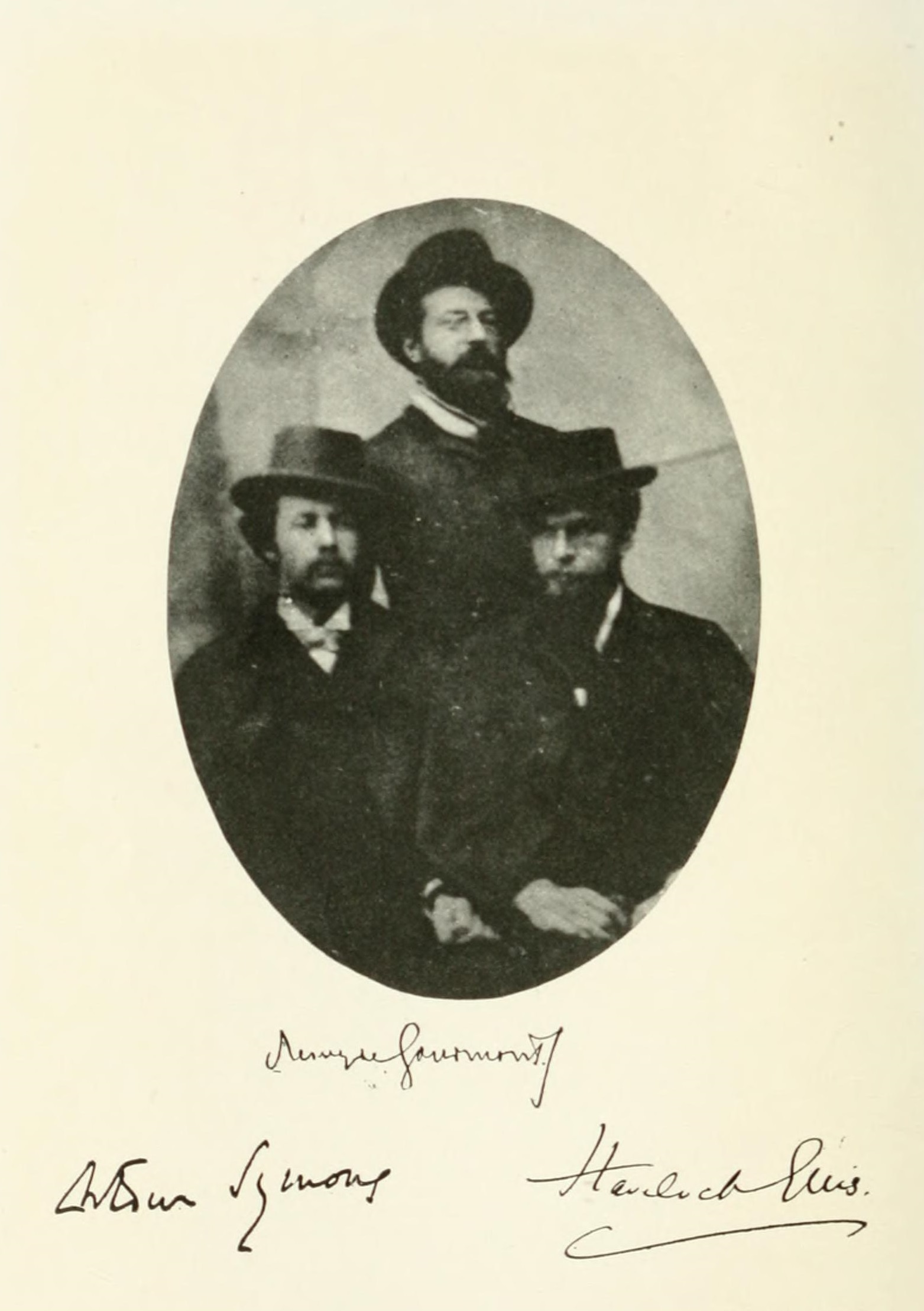
Gourmont, Arthur Symons e Havelock Ellis.

Nesse mesmo período, Gourmont foi acometido de lúpus vulgar (lupus vulgaris). Desfigurado por essa enfermidade, ele se recolheu em grande parte da vida pública, aparecendo apenas na sede do Mercure de France. Em 1910, Gourmont conheceu Natalie Clifford Barney, a quem dedicou suas Lettres à l'Amazone (Cartas à Amazona).
A saúde de Gourmont continuou a declinar e ele passou a sofrer de ataxia locomotora, ficando cada vez mais incapacitado de andar. Abateu-se profundamente com a eclosão da Primeira Guerra Mundial e morreu em Paris de congestão cerebral em 1915. Berthe Courrière foi sua única herdeira, recebendo um vasto conjunto de trabalhos inéditos que enviou ao irmão de Gourmont, Jean de Gourmont, e falecendo no mesmo ano. Gourmont e Courrière estão enterrados no túmulo Chopins no Cemitério do Père-Lachaise.

## Obras
Gourmont foi crítico literário e ensaísta de grande relevância, notadamente por seu Le Problème du Style. Criado em resposta a The Art of Writing in Twenty Lessons (1899), de Antoine Albalat, Le Problème du Style serviu de fonte para muitas das ideias que inspiraram desenvolvimentos literários tanto na Inglaterra quanto na França e foi admirado também por T. S. Eliot e Ezra Pound nesse sentido.
Seus romances, em especial Sixtine, exploram o tema do idealismo Schopenhaueriano com ênfase na subjetividade individual, bem como a relação decadente entre sexualidade e criatividade artística. Em 1922, Aldous Huxley traduziu o romance A Virgin Heart.
Entre as obras poéticas de Gourmont estão Litanies de la Rose (1892), Les Saintes du Paradis (1898) e Divertissements (1912). Sua antologia Hieroglyphes (1894) contém experiências com as possibilidades de som e ritmo. Ela oscila de piedade possivelmente irônica a blasfêmia igualmente irônica, refletindo sobretudo seu interesse pela literatura latina medieval, e suas obras provocaram uma moda pela literatura latina tardia entre autores como Joris-Karl Huysmans. Pound observou em 1915 que o movimento imagista inglês derivava dos simbolistas franceses, Eliot descrevendo Gourmont como a “consciência crítica de sua geração”.

### Poesia
- Litanies de la Rose (1892).
- Fleurs de Jadis (1893).
- Hiéroglyphes (1894).
- Les Saintes du Paradis (1899).
- Oraisons Mauvaises (1900).
- Simone (1901).
- Divertissements (1912).
- Poésies Inédites (1921).
- Rimes Retrouvées (1979).
- L'Odeur des Jacynthes (1991).

### Ficção
- Merlette (romance, 1886).
- Sixtine (romance, 1890).
- Le Fantôme (1893).
- Le Château Singulier (1894).
- Proses Moroses (contos, 1894).
- Histoire Tragique de la Princesse Phénissa (1894).
- Histoires Magiques (1884).
- Le Pèlerin du Silence (1896).
- Phocas (1895).
- Les Chevaux de Diomède (romance, 1897).
- D'un Pays Lointain. Miracles. Visages de Femmes (1898).
- Le Songe d'une Femme (romance, 1899).
- Une Nuit au Luxembourg (1906).
- Un Cœur Virginal (1907).
- Couleurs, Contes Nouveaux Suivi de Choses Anciennes (1908).
- Lettres d'un Satyre (1913).
- Lettres à l'Amazone (1914).
- Monsieur Croquant (1918).
- La Patience de Grisélidis (1920).
- Lettres à Sixtine (1921).
- Le Vase Magique (1923).
- Fin de Promenade et Trois Autres Contes (contos, 1925).
- Le Désarroi (romance, 2006).

### Teatro
- Lilith (1892).
- Théodat (1893).
- Le Vieux Roi (1897).
- L'Ombre d'une Femme (1923).

### Não ficção
- Un Volcan en Éruption (1882).
- Une Ville Ressuscitée (1883).
- Bertrand Du Guesclin (1883).
- Tempêtes et Naufrages (1883).
- Les Derniers Jours de Pompéi (1884).
- En Ballon (1884).
- Les Français au Canada et en Acadie (1888).
- Chez les Lapons, Mœurs, Coutumes et Légendes de la Laponie Norvégienne (1890).
- Le Joujou Patriotisme (1891).
- Le Latin Mystique. Les Poètes de l'Antiphonaire et la Symbolique au Moyen Âge (com prefácio de J. K. Huysmans, 1892).
- L'Idéalisme (1893).
- L'Ymagier (com Alfred Jarry, 1896).
- La Poésie Populaire (1896).
- Le Livre des Masques (1896).
- Almanach de "L'Ymagier", Zodiacal, Astrologique, Littéraire, Artistique, Magique, Cabalistique et Prophétique (1897).
- Le Deuxième Livre des Masques (1898).
- Esthétique de la Langue Française (1899).
- La Culture des Idées (1900).
- Prefácio de Les Petites Revues (1900).
- Le Chemin de Velours (1902).
- Le Problème du Style (1902).
- Épilogues: Réflexions sur la Vie, 1895-1898 (1903).
- Physique de l'Amour. Essai sur l'Instinct Sexuel (1903).
- Promenades Littéraires (1904).
- Judith Gautier (1904).
- Promenades Philosophiques (1905).
- Dante, Béatrice et la Poésie Amoureuse. Essai sur l'Idéal Féminin en Italie à la Fin du XIIIe Siècle (1908).
- Le Chat de Misère. Idées et Images (1912).
- La Petite Ville (1913).
- Des pas sur le Sable (1914).
- La Belgique Littéraire (1915).
- Pendant l'Orage, Bois d'André Rouveyre (1915).
- Dans la Tourmente (Avril-juillet 1915) (com prefácio de  fr, 1916).
- Pendant la Guerre. Lettres pour l'Argentine (com prefácio de Jean de Gourmont, 1917).
- Les Idées du Jour (1918).
  - Vol. I: (octobre 1914-avril 1915).
  - Vol. II: (mai 1915-septembre 1915).
- Trois Légendes du Moyen Âge (1919).
- Pensées Inédites (com prefácio de Guillaume Apollinaire, 1920).
- Le Livret de "L'Ymagier" (1921).
- Petits Crayons (1921).
- Le Puits de la Vérité (1922).
- Dernières Pensées Inédites (1924).
- Dissociations (1925).
- Nouvelles Dissociations (1925).
- La Fin de l'Art (1925).
- Les Femmes et le Langage (1925).
- Deux Poètes de la Nature: Bryant et Emerson (1925).
- Le Joujou et Trois Autres Essais (1926).
- Lettres Intimes à l’Amazone (1926).
- Promenades Littéraires (1929).

### Em tradução para o inglês
- A Night in the Luxembourg (com prefácio de Arthur Ransome, 1912).
- "A French View of 'Kultur'," The New Republic (1915).
- Theodat, a Play (1916).
- Philosophic Nights in Paris (1920).
- "Dust for Sparrows," Parte II, Parte III, Parte IV, The Dial, Vol. LXIX, 1920; Parte V, Parte VI, Parte VII, Parte VIII, Parte IX, The Dial, Vol. LXX, 1921.
- The Book of Masks (1921).
- A Virgin Heart (1921).
- Decadence, and Other Essays on the Culture of Ideas (1922).
- The Natural Philosophy of Love (1922).
- Mr. Antiphilos, Satyr (1922).
- Very Woman: A Cerebral Novel (1922).
- The Horses of Diomedes (1923).
- Epigrams of Remy de Gourmont (1923).
- Stories in Yellow, Black, White, Blue, Violet, and Red (1924).
- Stories in Green, Zinzolin, Rose, Purple, Mauve, Lilac, and Orange (1924).
- Dream of a Woman (1927).
- The Prostituted Woman: The Sexless One in the Singular Château (1929).
- Letters to the Amazon (1931).
- Lilith, a Play (1946).
- The Angels of Perversity (1992).
- French Decadent Tales, por Stephen Romer (2013).

## Citação
Que tes mains soient bénies, car elles sont impures!
Elles ont des péchés cachés à toutes les jointures;
Leur peau blanche s'est trempée dans l'odeur âpre des caresses
Secrètes, parmi l'ombre blanche où rampent les caresses,
Et l'opale prisonnière qui se meurt à ton doigt,
C'est le dernier soupir de Jésus sur la croix.
---Oraisons mauvaises

## Links externos
- Obras de Remy de Gourmont (em inglês) no Projeto Gutenberg
- Obras de ou sobre Rémy de Gourmont no Internet Archive
- Obras de Rémy de Gourmont (em inglês) no LibriVox (livros falados em domínio público)
- Obras de Remy de Gourmont, no JSTOR
- Obras de Remy de Gourmont, no Hathi Trust
- Poemas selecionados de Remy de Gourmont (em francês)
- Les Amateurs de Remy de Gourmont (em francês)
- Trechos (em inglês) de Le Probléme du Style
- Ezra Pound sobre Remy de Gourmont
- Richard Aldington sobre Remy de Gourmont